# Basedow, Herzogtum Lauenburg
Basedow là một đô thị thuộc huyện Lauenburg, trong bang Schleswig-Holstein, nước Đức. Đô thị Basedow, Herzogtum Lauenburg có diện tích 7,47 km², dân số thời điểm 31 tháng 12 năm 2006 là 699 người.